# Ольшанская поселковая община (Кировоградская область)
Ольшанская поселковая община (укр. Вільшанська селищна громада) — территориальная община в Голованевском районе Кировоградской области Украины.
Административный центр — посёлок Ольшанка.
Население составляет 11350 человек. Площадь — 589,55 км².
В соответствии с распоряжением Кабинета Министров Украины от 12 июня 2020 года, в состав общины вошла территория упразднённого Ольшанского района, за исключением Сухоташлыцкого сельского совета, вошедшего в состав Побугской поселковой общины

## Населённые пункты
В состав общины входит 1 посёлок и 22 села:
- Посёлок Ольшанка
  - Калмазово
  - Осычки
- Берёзовобалковский старостинский округ:
  - Берёзовая Балка
  - Владиславка
  - Дорожинка
- Добровский старостинский округ:
  - Доброе
  - Малая Мазница
  - Малая Ольшанка
  - Станковатое
- Добрянский старостинский округ:
  - Добрянка
- Йосиповский старостинский округ:
  - Зализничное
  - Йосиповка
  - Куцая Балка
  - Синюха
  - Степановка
- Овсяниковский старостинский округ:
  - Бузниковатое
  - Волчья Балка
  - Корытно-Забугское
  - Овсяники
- Плоско-Забугский старостинский округ:
  - Заветное
  - Плоско-Забугское
  - Чистополье